# Université Bradley
L'université Bradley (en anglais : Bradley University) est une université américaine située à Peoria dans l'État de l'Illinois. Elle porte le nom de Lydia Moss Bradley, une philanthrope américaine.
L'université fut fondée en 1897. 5 400 étudiants étudient maintenant à Bradley University où ils visent l'obtention de diplômes dans plus de 100 spécialisations de premier cycle et 30 spécialisations de deuxième ou troisième cycles. L'université est accréditée au niveau régional par la Higher Learning Commission et par 22 agences d'accréditations nationales.
La mascotte de l'université est la gargouille Kaboom! 

## Histoire
Le premier bâtiment académique, Bradley Hall, a été construit le 10 avril 1897 et sert maintenant comme centre principal pour le College of Liberal Arts & Sciences (faculté des arts et sciences libérales).
L'institution a commencé en tant qu'initiative de Laura et Tobias Bradley en mémoire de leurs fils décédés. Le projet a commencé en tant qu'orphelinat, mais Laura et Tobias ont changé de projet pour en faire une institution d'éducation professionnelle et technologique. L'université a commencé avec le déménagement de l'école d'Horlogerie de Parsons. Laura voulait localiser l’École à Peoria pour offrir plus opportunités aux habitants de la ville. 
Dès 1899, l'institution avait près de 500 étudiants qui étudiaient des matières telles que la biologie, la chimie, l'industrie alimentaire, la couture, l'Anglais, le Français, l'Allemand, le Latin, le Grec, l'Histoire, les arts manuels, le dessin, les mathématiques, et les sciences physiques. 
Le nom Bradley University fut adopté en 1946. 

## Les études
Bradley University est placée 4e parmi les universités régionales du Midwest dans l'édition 2020 de America's Best Colleges publiée par U.S. News & World Report.
L'école de Commerce qui fait partie de Bradley (Foster College of Business) fait partie des écoles de commerce qui obtiennent et maintiennent une accréditation internationale AACSB à la fois pour les études de commerce et celles de comptabilité. Cette accréditation est accordée à moins de 2% des écoles de commerce au monde.
Les composantes majeures de l'université sont :
- College of Education and Health Sciences  (éducation et sciences de la santé)
- Caterpillar College of Engineering and Technology (sciences technologiques et de l'ingénieur)
- College of Liberal Arts and Sciences (sciences sociales et humaines, et sciences techniques)
- Foster College of Business (école de commerce)
- Slane College of Communications and Fine Arts (communication et beaux arts)
- Turner School of Entrepreneurship and Innovation (sciences de l'entrepreneur et de l'innovation)

Les étudiants n'ayant pas encore déclaré une spécialisation peuvent être admis dans le programme d'exploration académique, Academic Exploration Program (AEP).
L'université a aussi une école de communication du milieu sportif :  the Charley Steiner School of Sports Communication.

### Études de langues étrangères
Les étudiants de l'université peuvent suivre des cours de langues étrangères y compris : l'allemand, l'arabe, l'espagnol, le français, l'hébreu, et le mandarin.
Des spécialisations de premier cycle sont offertes pour l'allemand, l'espagnol, et le français. 
Des programmes d'études à l'étranger permettent aux étudiants de passer un mois, un semestre, ou une année dans un pays étranger, entre autres l'Afrique du Sud, l'Argentine, l'Australie, le Canada, le Chili, la Chine, la Corée du Sud, le Costa Rica, le Danemark, la France, l'Espagne, la Grèce, la Hongrie, l'Irlande, Israël, l'Italie, le Japon, le Mexique, le Maroc, les Pays Bas, la République tchèque, le Royaume-Uni, la Russie, et la Suède.

## Sports universitaires
L'université Bradley est un membre de la Conférence de la Vallée du Missouri. Les sports qui sont proposés à l'université pour des hommes sont le baseball, le basket, le cross, le golf, la course en extérieur et en intérieur, et le foot. Les sports pour les femmes incluent le basket, le cross, le golf, la course en extérieur et en intérieur, le softball, le tennis, et le volley. L'équipe du basket pour les hommes est apparue neuf fois dans le Tournoi NCAA: 1950, 1954, 1955, 1980, 1986, 1988, 1996, 2006, 2019. Dans les années 1950 et 1954, cette équipe était la deuxième équipe nationale dans le Final Four, et en 2006 les Braves font leur première apparition à Sweet Sixteen depuis 1955, et ils ont défait le quatrième seed de Kansas et le cinquième seed de Pittsburgh.

## Galerie

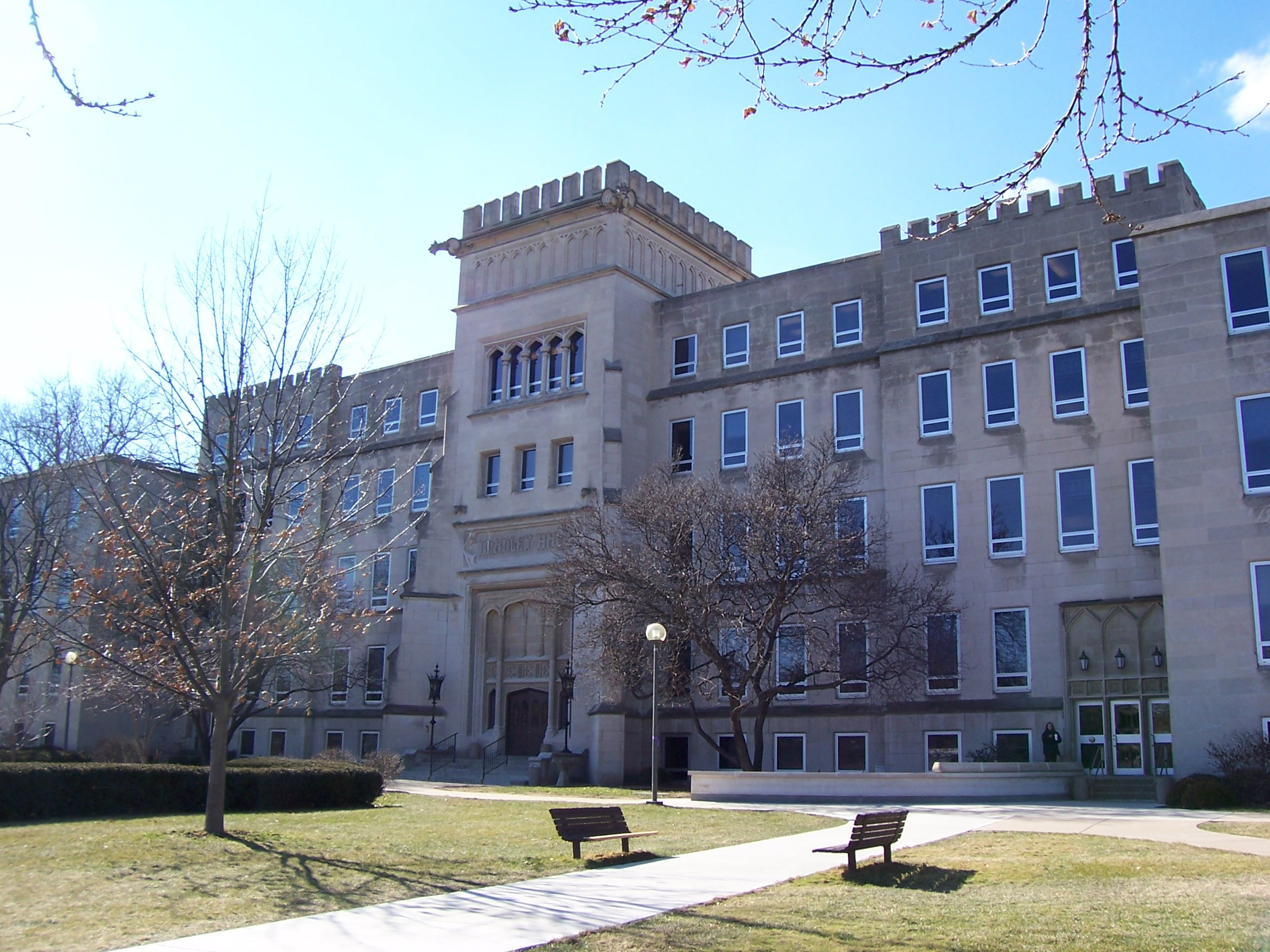
Bradley Hall, l'un des plus anciens bâtiments de l'université.
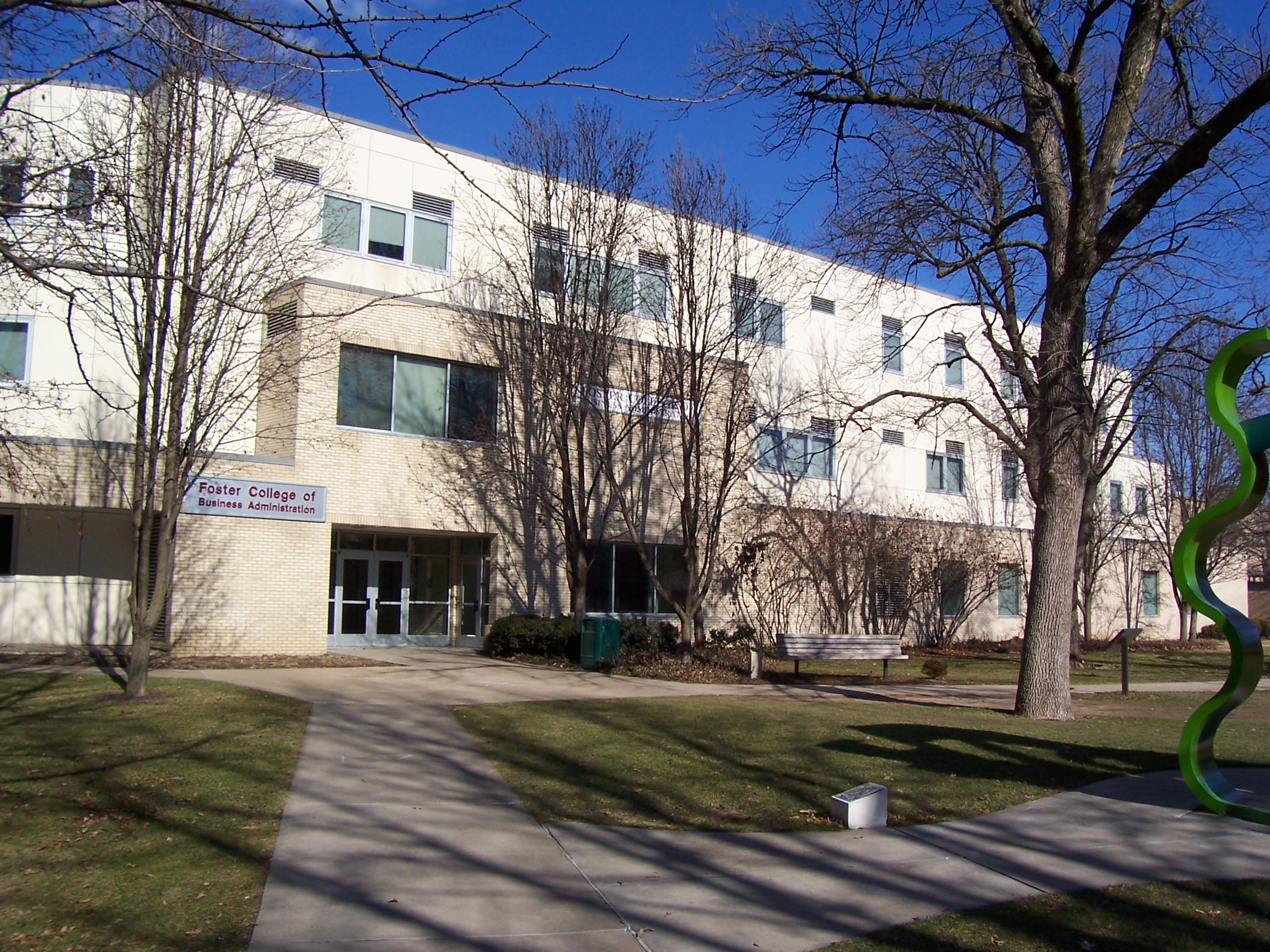
Baker Hall.
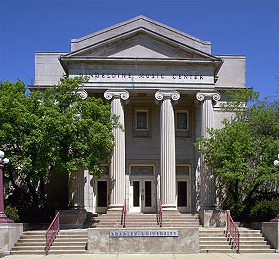
Dingeldine Music Center.
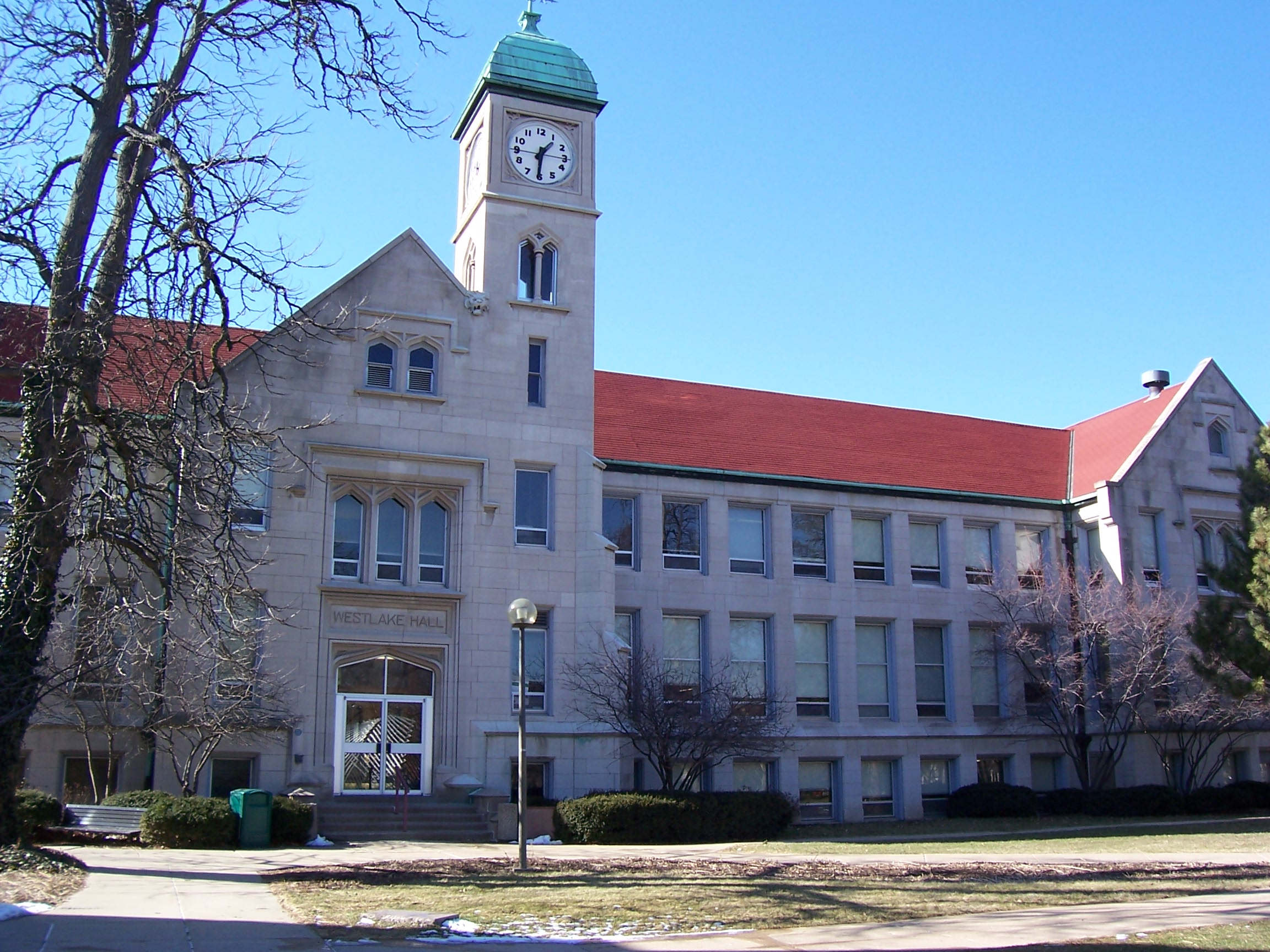
Westlake Hall.

## Professeurs notables
- John R. Brazil, président de Bradley de 1992 à 2000
- Phil Crane, membre de la Chambre des représentants des États-Unis
- Claire Etaugh, doyenne de le la faculté des arts libéraux et des sciences
- Ernst Ising, physicien allemand
- David P. Shmitt, psychologue
- Kevin Stein, poète lauréat de l'Illinois (depuis 2003)
- Charles E. Tucker, Jr., ancien US Major de l'Armée de l'Air

## Récompenses et prix

### Récompenses
- « E » Récompense — En 2009, le Centre de commerce international de Bradley a reçu la récompense présidentielle « E » pour des exportateurs américains.
- Programme Fulbright — Bradley est classé à la sixième place parmi des universités similaires pour la participation des étudiants aux programmes Fulbrights en 2013-2014.
- Récompense de l'Innovation en Direction de l'Enseignement du Commence — le « Foster College of Business » de Bradley était l'une des trois universités à recevoir cette récompense qui était donnée par le « Mid-Continent East Division of AACSB ».
- Récompense Bumbalough — est une récompense donnée à la fin du semestre pour un étudiant d'un groupe ethnique minoritaire ayant excellé sur le plan académique et qui représente les qualités du premier étudiant afro-américain de Bradley, Josh Bumbalough.

### Classements
- « U.S. News and World Report » classe Université Bradley la quatrième meilleure université parmi les 162 « Midwest Regional Universities » et la première université de l'Illinois.